# Castel Novale
Castel Novale, detto anche Castel Ried (Schloss Ried in tedesco) è un castello senza molti elementi che lo caratterizzino come tale situato a nord di Bolzano, all'ingresso della Val Sarentino, ma nel comune di Renon.

## Storia
Dietro al famoso Castel Roncolo la valle si apre ad una piccola conca, subito dopo la quale torna a restringersi. Il castello si è servito proprio di questa conca, in passato d'importanza strategica. Nel medioevo le mura venivano bagnate dalle acque del Talvera, che oggi scorre a nemmeno venti metri di distanza. Castel Novale può vantare di essere uno di quei pochi castelli mai espugnati.
Il complesso venne costruito presumibilmente attorno al 1200 ed ampliato nel XIII secolo con abitazioni, serraglio ed una cappella. Verso la fine del XIII secolo il piccolo castello era in possesso dei Vanga: fu qui che si rifugiò Alberto Vanga, dopo aver perso tutti gli altri suoi possedimenti. Egli stesso lo vendette, a Ludovico di Brandeburgo, futuro marito di Margherita Maultasch, nel 1307.
Gli Asburgo d'Austria, i quali dal 1363 succedettero ai conti tirolesi, investirono del castello e il suo giudizio i loro funzionari, per esempio nel 1465 Lenhart Ortwegker, installato ym Rit bey Botzin. Sempre per volere degli Asburgo alla fine del sec. XVI il castello ospitò fino alla morte l'ultimo voivoda della Valacchia, Pietro V lo Zoppo (Petru Șchiopul), sfuggito ai turchi e dopo la sua morte sepolto presso la Chiesa dei Francescani di Bolzano.
Il nome italiano del castello fu creato solamente da Ettore Tolomei e successivamente adottato dal governo italiano all'interno della sua campagna di italianizzazione dell'Alto Adige, operata durante il Ventennio fascista.
Oggi il complesso ben conservato è di proprietà privata e dunque non è visitabile se non eccezionalmente.